# Pandan Dulang (Tanjung Agung)
Pandan Dulang is een bestuurslaag in het regentschap Muara Enim van de provincie Zuid-Sumatra, Indonesië. Pandan Dulang telt 370 inwoners (volkstelling 2010).